# Mastigogomphus chapini
Mastigogomphus chapini – gatunek ważki z rodziny gadziogłówkowatych (Gomphidae). Występuje w dorzeczu Konga (Demokratyczna Republika Konga, Angola, Gabon) oraz w Wybrzeżu Kości Słoniowej.